# Lymeon bicinctus
Lymeon bicinctus är en stekelart som först beskrevs av Cresson 1865.  Lymeon bicinctus ingår i släktet Lymeon och familjen brokparasitsteklar. Inga underarter finns listade i Catalogue of Life.